# José Miguel Júdice
José Miguel de Alarcão Júdice GOIH (Coimbra, 15 de agosto de 1949) é um advogado e analista político português.
Dedicou a sua carreira à advocacia (com especial dedicação aos contenciosos arbitrais) e notabilizou-se na análise política, tendo tido igualmente participação política, primeiro em organizações da direita radical, no período do Revolução de 25 de Abril de 1974 e, mais tarde, como militante do Partido Social Democrata; chegando, contudo, a apoiar também o Partido Socialista.  

## Biografia
Natural de Coimbra, a família da mãe (D. Maria do Carmo Alarcão) tinha no seu património a conhecida Quinta das Lágrimas, onde o rei D. Pedro I terá vivido com Inês de Castro. 
É hoje proprietário desse imóvel (classificado como Imóvel de Interesse Público desde 1977). 
O pai foi militante do Partido Comunista Português.

### Atividade profissional
Licenciado em Direito pela Faculdade de Direito da Universidade de Coimbra, em 1972, foi assistente das Faculdades de Direito da Universidade de Coimbra, até 1979, e da Universidade de Lisboa, de 1979 a 1981.
Admitido em 1977 na Ordem dos Advogados Portugueses, seria um dos sócios da PLMJ, a sociedade fundada por António Maria Pereira — que Júdice conheceu na prisão de Caxias em pleno PREC, quando foi preso pela COPCON — e Luís Sáragga Leal.
Destacou-se na prática do contencioso arbitral, incluindo de arbitragens internacionais. 
A partir de 2013 foi presidente do Centro de Arbitragem Comercial da Associação Comercial de Lisboa.
Um dos mais solicitados analistas da atualidade política, participou no programa televisivo de comentário da atualidade política Regra do Jogo, da SIC Notícias, com António Barreto
, e foi colunista no jornal Público. 
A sua última colaboração foi o espaço de opinião denominado As Causas, todas as terças-feiras à noite, na SIC Notícias, até novembro de 2024.

#### Cargos relacionados com a profissão
Foi vogal do Conselho Superior da Magistratura, desde 1997 até 2001.
Foi o 22.º Bastonário da Ordem dos Advogados, no triénio de 2001 a 2004.

#### Pena disciplinar por conduta indevida
Em 2006, José Miguel Júdice foi sancionado pela Ordem dos Advogados com uma pena disciplinar por declarações em que afirmava que "o Estado, no seus negócios, deveria consultar sempre as três maiores sociedades de advogados", o que incluia a sua própria sociedade.
Durante a audiência do processo disciplinar, José Júdice teve o direito a trinta minutos para argumentar e fazer a sua defesa, mas não acatou o limite de tempo ao dizer que só saia da sala quando terminasse de dizer tudo o que tinha para dizer. Como consequência, os membros do Conselho Superior da Ordem dos Advogados decidiram abandonar a audiência. José Júdice permaneceu na sala a falar por mais duas horas para cadeiras vazias.
No fim, o Conselho Superior decidiu sancionar o antigo bastionário com uma pena de censura.
Em 2020, criticou Nuno Artur Silva por fazer exatamente o que o mesmo havia tentado fazer catorze anos antes.

### Atividade política

###### Percurso na direita radical
José Miguel Júdice foi um dos mais ativos membros do Movimento Federalista Português (MFP), agremiação criada após a revolução de 25 de Abril de 1974, que inicialmente tentou mobilizar apoio dos que pretendiam a continuação da união de Portugal ao ultramar através de uma federação. Este movimento converteu-se em partido político, designado Partido do Progresso, sendo presidido por Fernando Pacheco de Amorim.
Com a extinção do Partido do Progresso, durante o PREC, Júdice seguiria Pacheco de Amorim, associando-se a António Spínola, Alpoim Calvão, entre outros, na fundação do MDLP. 
Esta organização contrarrevolucionária tinha o intuito de fragilizar o poder das forças de esquerda, realizando ações subversivas em território nacional. 
As ações do MDLP incluíam ataques bombistas, atentados a tiro, assaltos a sedes de partidos políticos, incêndios,  espancamentos e apedrejamentos.

###### Percurso na direita democrática
Com a estabilização democrática do país, e já em finais da década de 1970, princípios de 80, José Miguel Júdice aderiu ao Partido Social Democrata, onde entrou influenciado pela liderança de Francisco Sá Carneiro.
Na década de 1980, ao lado de Marcelo Rebelo de Sousa, Durão Barroso e Pedro Santana Lopes, conspirou contra a liderança de Pinto Balsemão e o governo do Bloco Central na Ala Nova Esperança, numa ação que viria a abrir portas à subida ao poder de Aníbal Cavaco Silva. 
Viria a presidir à Comissão Política Distrital de Lisboa do mesmo partido, entre 1985 e 1986.
Afastando-se progressivamente da estrutura social-democrata, em 2005 Júdice resolveu apoiar a candidatura de Maria José Nogueira Pinto, pelo CDS-PP, à Câmara Municipal de Lisboa.. 
Em 2006 desfiliou-se do PSD, era líder Luís Marques Mendes, não obstante ter apoiado nesse mesmo ano a candidatura de Cavaco Silva a Presidente da República
Em 2007 aceitou ser mandatário da candidatura do Partido Socialista, encabeçada por António Costa, à Câmara Municipal de Lisboa.. 
Após a vitória do socialista, em 2008 Júdice foi a escolha do Governo de José Sócrates para presidente do Conselho de Administração da Frente Tejo, sociedade para a reabilitação da frente ribeirinha de Lisboa; porém rejeitou tomar posse do cargo.
Nas eleições presidenciais 2016, por sua vez, apoiou publicamente Marcelo Rebelo de Sousa.
Perante as declarações de José Manuel Rodrigues Berardo na Assembleia da República, em que afirmou não ter que pagar qualquer dívida aos bancos que lhe emprestaram dinheiro, ameaçou devolver a condecoração que recebeu de Grande-Oficial da Ordem do Infante D. Henrique se o Presidente da República Portuguesa, Marcelo Rebelo de Sousa, não retirasse os graus de Comendador e Grã-Cruz a Berardo.

## Obras
Direito
- Arbitragem e mediação: separados à nascença?, in Revista Internacional de Arbitragem e Conciliação, ano 1 (Associação Portuguesa de Arbitragem, 2008)
- Como evitar a «nacionalização» dos contratos internacionais?, in Estudos comemorativos dos 10 anos da Faculdade de Direito da Universidade Nova de Lisboa (Almedina, 2008)
- Prisão preventiva: um cancro que envergonha, in Revista da Ordem dos Advogados, ano 64, n.º 1-2 (Ordem dos Advogados Portugueses, 2008)

Política e Justiça
- O Meu Sá Carneiro. Reflexões sobre o seu pensamento político (Publicações Dom Quixote, 2010).
- Bastonadas (Casa das Letras, 2006)
- Descontinuidade, pendularidade e conservadorismo: esboço de um discurso político sem refração, in Análise social, v. 35, n.154-155 (Instituto de Ciências Sociais, 2000)
- O pensamento político de Sá Carneiro e outros estudos (Editorial Verbo, 1982).

## Condecorações
A 9 de junho de 2005 foi distinguido como Grande-Oficial da Ordem do Infante D. Henrique, pelo Presidente da República Jorge Sampaio.

## Prémios e nomeações
Troféus de Televisão TV 7 Dias/Impala
| Ano  | Prémio                  | Resultado |
| ---- | ----------------------- | --------- |
| 2021 | Informação - Comentador | Indicado  |